# Shanghai Golden Grand Prix 2013
Shanghai Golden Grand Prix 2013 byl lehkoatletický mítink, který se konal 19. května 2013 v čínském městě Šanghaji. Byl součástí série mítinků Diamantová liga.

## Výsledky
- Archiv výsledků zde [1]

### Muži
| Disciplína      | 1. místo                     | 2. místo                     | 3. místo                     |
| 200 m           | Warren Weir 20,18            | Justin Gatlin 20,21          | Jason Young 20,22            |
| 400 m           | Kirani James 44,02           | LaShawn Merritt 44,60        | Luguelín Santos 45,11        |
| 1500 m          | Asbel Kipruto Kiprop 3:32,39 | Mekonnen Gebremedhin 3:32,43 | Collins Cheboi 3:32,96       |
| 110 m překážek  | Jason Richardson 13,23       | Ryan Wilson 13,25            | Xie Wenjun 13,28             |
| 3000 m překážek | Conseslus Kipruto 8:01,16    | Paul Kipsiele Koech 8:02,63  | Hillary Kipsang Yego 8:03,57 |
| Skok do výšky   | Mutaz Essa Baršim 233 cm     | Bohdan Bondarenko 233 cm     | Zhang Guowei 227 cm          |
| Skok daleký     | Li Jinzhe 834 cm             | Alexandr Meňkov 831 cm       | Greg Rutherford 808 cm       |
| Hod diskem      | Piotr Małachowski 67,34 m    | Gerd Kanter 63,14 m          | Robert Urbanek 62,85 m       |
| Hod oštěpem     | Tero Pitkämäki 87,60 m       | Vítězslav Veselý 86,67 m     | Dmitrij Tarabin 85,36 m      |

### Ženy
| Disciplína     | 1. místo                            | 2. místo                   | 3. místo                       |
| 100 m          | Shelly-Ann Fraserová-Pryceová 10,93 | Blessing Okagbareová 11,00 | Carmelita Jeterová 11,08       |
| 800 m          | Francine Niyonsabaová 2:00,33       | Janeth Jepkosgei 2:01,28   | Malika Akkaoui 2:01,49         |
| 5 000 m        | Genzebe Dibabaová 14:45,92          | Meseret Defarová 14:47,76  | Viola Jelagat Kibiwot 14:48,29 |
| 400 m překážek | Zuzana Hejnová 53,79                | Angela Morosanu 53,85      | Yadisleidis Pedroso 54,54      |
| Trojskok       | Caterine Ibargüenová 14,69 m        | Olga Saladuchová 14,43 m   | Irina Gumieniuk 14,02 m        |
| Skok o tyči    | Jelena Isinbajevová 470 cm          | Mary Saxer 460 cm          | Silke Spiegelburgová 455 cm    |
| Vrh koulí      | Christina Schwanitzová 20,20 m      | Kung Li-ťiao 19,73 m       | Michelle Carterová 18,83 m     |